# 고사자정
고사자정(小佐々町)은 나가사키현 기타마쓰우라반도에 있던 정으로 기타마쓰우라군에 속했다.
2006년 3월 31일에 사세보시에 편입되어 자치체로서는 소멸하였다.

## 지리
사세보시의 북쪽, 기타마쓰우라 반도의 서남부에 위치하고 있으며, 주변 바다에는 구주쿠시마의 섬들이 떠 있다. 마을의 최서단부(낙도 제외)는 동경 129도 33분에 위치하며, 일본의 낙도 이외의 지역에서는 가장 서쪽에 위치한다. 

## 역사
- 1889년 4월 1일 - 정촌제 시행에 수반해 기타마쓰우라군 고사자촌이 성립하였다.
- 1950년 5월 3일 - 정으로 승격해 고사자정이 되었다.
- 2006년 3월 31일 - 우쿠정과 함께 사세보시에 편입되어, 자치체로서는 소멸, 사세보시 고사자정이 되었다.

## 교통

### 도로
- 나가사키현도 제18호선
- 나가사키현도 제139호선
- 나가사키현도 제147호선